# Vendvidéki nyelvjáráscsoport
A vendvidéki nyelvjáráscsoport a pannóniai nyelvjáráscsoport egyik alcsoportra, amely a vend nyelvjárás aldialektusainak másik kategóriája.
Voltaképp ebbe a csoportba csak egy nyelvjárás tartozik, a vendvidéki nyelvjárás a maga alnyelvjárásaival, amiből összesen hét van, míg a muravidéki nyelvjáráscsoportba összesen négy dialektus tartozik, azoknak is több alfajuk van.

A vendvidéki csoport archaikusabb a muravidékinél, mert mivel ez a terület továbbra is Magyarországon maradt és a szocialista rendszerben elég zárt volt, ezért rá nem hathatott mind a szlovén irodalmi nyelv, mind a muravidékire.